# Turnianska Nová Ves
Turnianska Nová Ves este o comună slovacă, aflată în districtul Košice-okolie din regiunea Košice. Localitatea se află la altitudinea de 172 m deasupra n.m., se întinde pe o suprafață de 6,42 km2 și în 2017 număra 338 de locuitori.

## Istoric
Localitatea Turnianska Nová Ves este atestată documentar din 1406.

## Demografie
| An:                | 1994 | 2004   | 2014   | 2024    |
| ------------------ | ---- | ------ | ------ | ------- |
| Număr de persoane: | 374  | 367    | 345    | 291     |
| Diferență:         |      | −1,87% | −5,99% | −15,65% |

| An:                | 2023 | 2024   |
| ------------------ | ---- | ------ |
| Număr de persoane: | 299  | 291    |
| Diferență:         |      | −2,67% |